# حنا الحبشی
حنا الحبشی (انگلیسی: Hana Elhebshi؛ معمار و فعال حقوق زنان اهل لیبی است.
او در جریان انقلاب لیبی به فعالیت سیاسی پرداخت و به یک فعال سایبری تبدیل شد، به هنگام محاصره طرابلس به‌طور آنلاین اطلاع‌رسانی می‌کرد.
آمار کشته شدگان توسط معمر قذافی را فاش کرد.
الحبشی همچنین در مورد رنج‌هایش در لیبی که سال‌ها ادامه داشت سخن گفت.
او از نام "Numidia" برای فعالیت‌هایش و برای اینکه هویت اصلی اش فاش نشود استفاده می‌کرد و با ارگان‌ها و رسانه‌های خارجی تماس گرفت.
وی همچنین برندهٔ جوایزی همچون جایزه بین‌المللی زنان شجاع شده‌است.